# Gent Cakaj
Gent Cakaj (Pristina, 6 luglio 1990) è un politico albanese.

## Biografia
Nato e cresciuto a Pristina, in Kosovo, da Shkëlzen Cakaj e Naime Uka, è fratello di Gresa Caka Nimani, giudice della Corte costituzionale kosovara.
Ha studiato nel proprio paese natale oltre che in Belgio e Ungheria, laureandosi con un master of arts in scienze politiche alla Central European University e con un master of philosophy presso l'Istituto di filosofia della Katholieke Universiteit Leuven. Ha ottenuto anche un bachelor's degree in legge all'Università di Pristina.

### Carriera politica
Con l'inizio del secondo governo guidato da Edi Rama, Cakaj fu nominato Ministro per l'Europa e gli affari esteri in sostituzione di Ditmir Bushati, tuttavia la sua nomina fu rigettata dal Presidente Ilir Meta. Rama ottenne quindi le deleghe girandole poi a Cakaj che funge da ministro facente funzioni.
Durante il suo mandato ha licenziato l'intero staff, inclusa l'ambasciatrice Ardiana Hobdari, dell'ambasciata albanese in Grecia accusando la scarsità dei servizi resi al paese.